# Acanthorhogas costaricensis
Acanthorhogas costaricensis är en stekelart som beskrevs av Marsh 2002. Acanthorhogas costaricensis ingår i släktet Acanthorhogas och familjen bracksteklar. Inga underarter finns listade i Catalogue of Life.